# Johann Hermann Odebrecht
Johann Hermann Odebrecht (* 21. September 1757 in Greifswald; † 21. Januar 1821 ebenda) war ein deutscher Jurist und Bürgermeister von Greifswald.
Johann Hermann (I.) Odebrecht war ein Sohn des Greifswalder Ratsherrn und späteren Bürgermeisters Andreas Christian Odebrecht (1716–1791). Sein Studium der Rechtswissenschaften schloss er mit der Promotion ab. Er wurde 1792 Ratsherr und bekleidete ab 1798 das Amt des ersten Syndikus der Stadt. In den Jahren 1802/1803 war er an Verhandlungen beteiligt, aufgrund derer das Oberappellationsgericht von Stralsund an seinen endgültigen Sitz nach Greifswald verlegt wurde. Während der Besetzung Schwedisch-Pommerns durch französische Truppen unter Marschall Guillaume-Marie-Anne Brune wurde er 1807 in die provisorische Regierung des Landes berufen. Von 1807 bis zu seinem Tod war er Bürgermeister von Greifswald. 1818 wurde ihm von der Universität Greifswald die Ehrendoktorwürde verliehen.
Er hatte die zwei Söhne Hermann Theodor (* 1802) und Carl Wilhelm Ferdinand (* 1807) sowie drei Töchter. Auf seine Tochter Johanna geht die Greifswalder Johanna-Odebrecht-Stiftung zurück.